# Lisianthius viscidiflorus
Lisianthius viscidiflorus là một loài thực vật có hoa trong họ Long đởm. Loài này được B.L. Rob. mô tả khoa học đầu tiên năm 1910.